# Herrenhaus Wahlburg
Die Wahlburg ist ein Herrenhaus und frühere Wasserburg südöstlich des Ortsteils Venne der Gemeinde Ostercappeln im niedersächsischen Landkreis Osnabrück.

## Geschichte
1368 wurde die Wahlburg als Burg im Besitz der Herren von Bar erstmals erwähnt. 1435 wurde sie in einer Fehde zwischen den Bistümern Osnabrück und Minden erfolglos belagert. Die historische Überlieferung erlaubt die Darstellung der frühen Besitzgeschichte nur in Schlaglichtern. 1441 erfolgte unter Hermann von Schwege eine neue Befestigung der Burganlage. 1559 war sie noch im Besitz dieser Familie gewesen zu sein, während sie 1600 im Erbgang an Joachim von der Streithorst ging. Im Folgenden wechselte die Anlage sehr häufig den Besitzer. Das heutige Herrenhaus stammt aus dem Jahr 1774, die Nebengebäude sind jünger.

## Beschreibung
Das Herrenhaus von 1774 mit neuerem Seitenflügel steht zusammen mit mehreren modernen Wirtschaftsbauten auf einer 132 × 85 m großen, rechteckigen Burginsel, die von einer 5 m breiten Gräfte umgeben ist. Der innere Wassergraben ist mittlerweile verfüllt. Beim Anbau des Seitenflügels stieß man im Schnittpunkt beider Gebäude auf die Fundamente eines älteren Turmes. Dieser dürfte sehr wahrscheinlich zu ersten Burganlage gehört haben, die somit wohl als Turmburg anzusprechen ist.